# 三马拉汉县

三马拉汉县

三马拉汉县（英語：Samarahan District）是砂拉越三马拉汉省下辖的其中一个县，总面积有407.08平方公里，人口约有8.7万（2010数据）。

## 历史
三马拉汉县的前名是摩拉端（Muara Tuang）。这名是取自于该县里的一个主要甘榜（即是现今的哥打三马拉汉镇），其甘榜位于三马拉汉河（Sungai Samarahan）和端河中间（Sungai Tuang/Muara Tuabg），所以这地区故名为摩拉端。1933年摩拉端成为了古晋省的一个副县。由于当时缺乏基础设施及加上没有道路，而把河流作为主要交通道路，所以这地区发展很缓慢。在1983年8月19日，摩拉端副县正式升格为县，同时也改名为三马拉汉县，管辖地区也包括了怒诺副县（即现今的雅沙再也县）。这两个地区的合并使到了三马拉汉县加快了发展的步伐。在1999年12月30日，雅沙再也副县正式升格为县，脱离了三马拉汉县的管理。